# Múmia da Caverna do Espírito

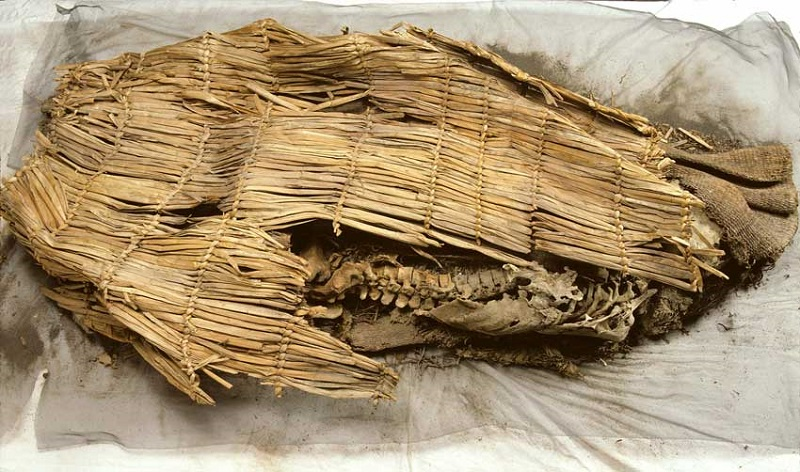
A Múmia da Caverna do Espírito permanece ainda envolta no material em que foi colocada para descansar

A múmia da Caverna do Espírito é a múmia humana mais antiga encontrada na América do Norte. Foi descoberto em 1940 na Caverna do Espírito, 13 milhas (21 km) leste de Fallon, Nevada, Estados Unidos, pela equipe arqueológica de marido e mulher de Sydney e Geórgia Wheeler. Dizia-se que ele tinha quarenta anos quando morreu. A análise dos restos mortais mostrou semelhanças com os povos indígenas da América do Norte e do Sul e, em 2016, os restos mortais foram repatriados para a tribo Fallon Paiute-Shoshone de Nevada. A múmia da Caverna do Espírito foi uma das primeiras a usar datação por radiocarbono por espectrômetro de massa acelerado. Por sua vez, sua descoberta e análise forneceram muitos insights e motivaram novas pesquisas sobre a cronologia da Grande Bacia ocidental.

## Descoberta

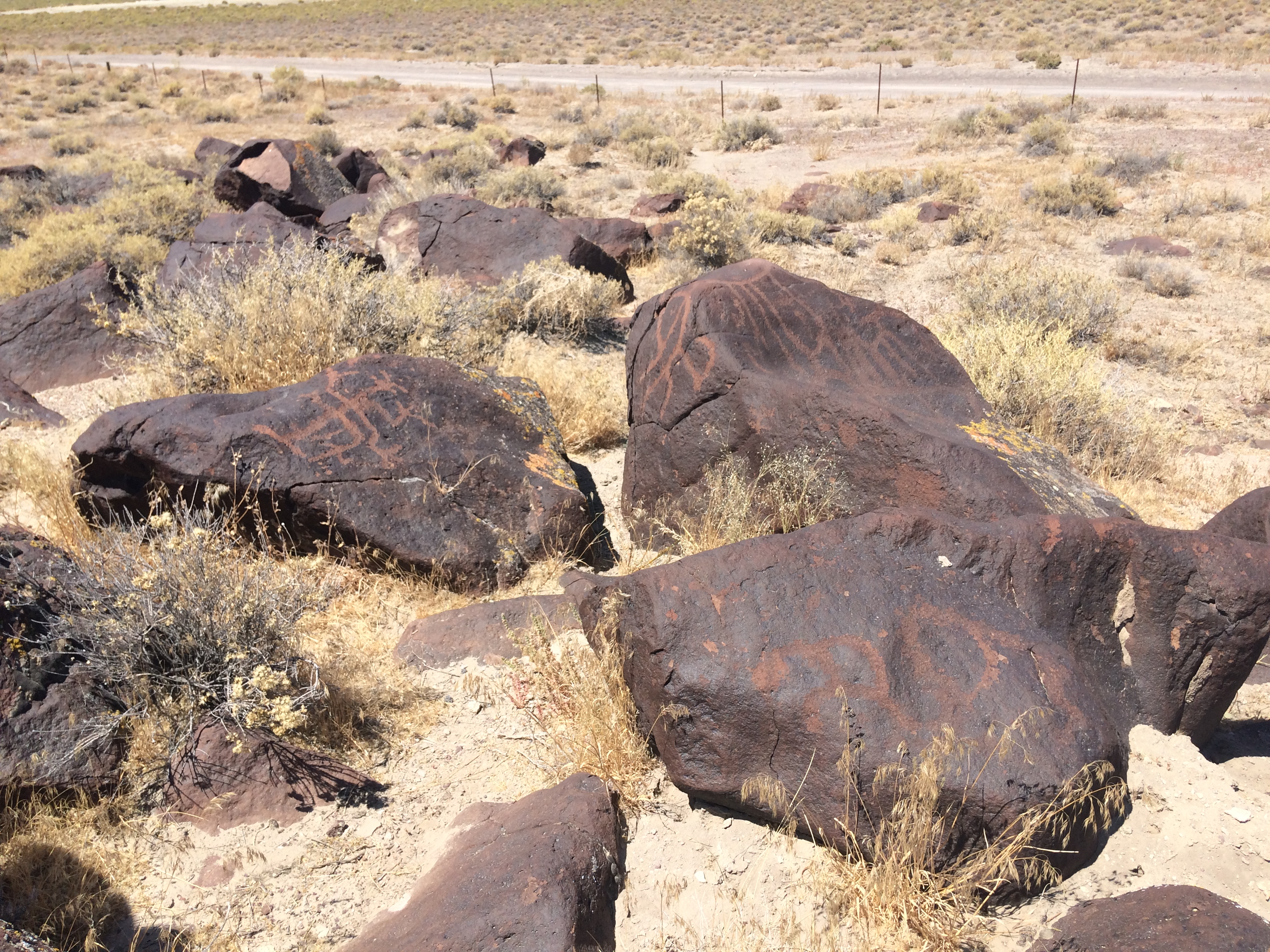
Vale de Lahontan

Os Wheelers, trabalhando para a Comissão de Parques do Estado de Nevada, estavam pesquisando possíveis sítios arqueológicos para evitar sua perda devido à mineração de guano. Ao entrar na Caverna do Espírito, eles descobriram os restos mortais de duas pessoas envoltos em esteiras de tule. Um conjunto de restos mortais, enterrado mais fundo que o outro, foi parcialmente mumificado (a cabeça e o ombro direito). Este indivíduo parcialmente mumificado (atual múmia da Caverna do Espírito) foi encontrado usando mocassins e envolto em um cobertor de pele de coelho quando foi colocado para descansar. Os Wheelers, com a ajuda de residentes locais, recuperaram um total de sessenta e sete artefatos da caverna.
Esses artefatos foram examinados no Museu do Estado de Nevada, onde foram inicialmente estimados entre 1.500 e 2.000 anos de idade. Eles foram depositados no depósito do museu em Carson City, onde permaneceram pelos próximos cinquenta e quatro anos.

### Caverna do Espírito
A Caverna do Espírito está a uma altitude de 4.154 pés no sopé das montanhas Stillwater; o Refúgio Nacional de Vida Selvagem de Stillwater está agora estabelecido nesta área. A localização é a nordeste de Fallon, Nevada. Semelhanças biológicas entre os restos mortais encontrados na Caverna do Espírito mostraram uma associação inegável com restos dispersos por uma ampla localização geográfica, como o enterro do cachorro da Caverna Wizard e o homem da praia Wizard.